# Eidfjord (Kommune)

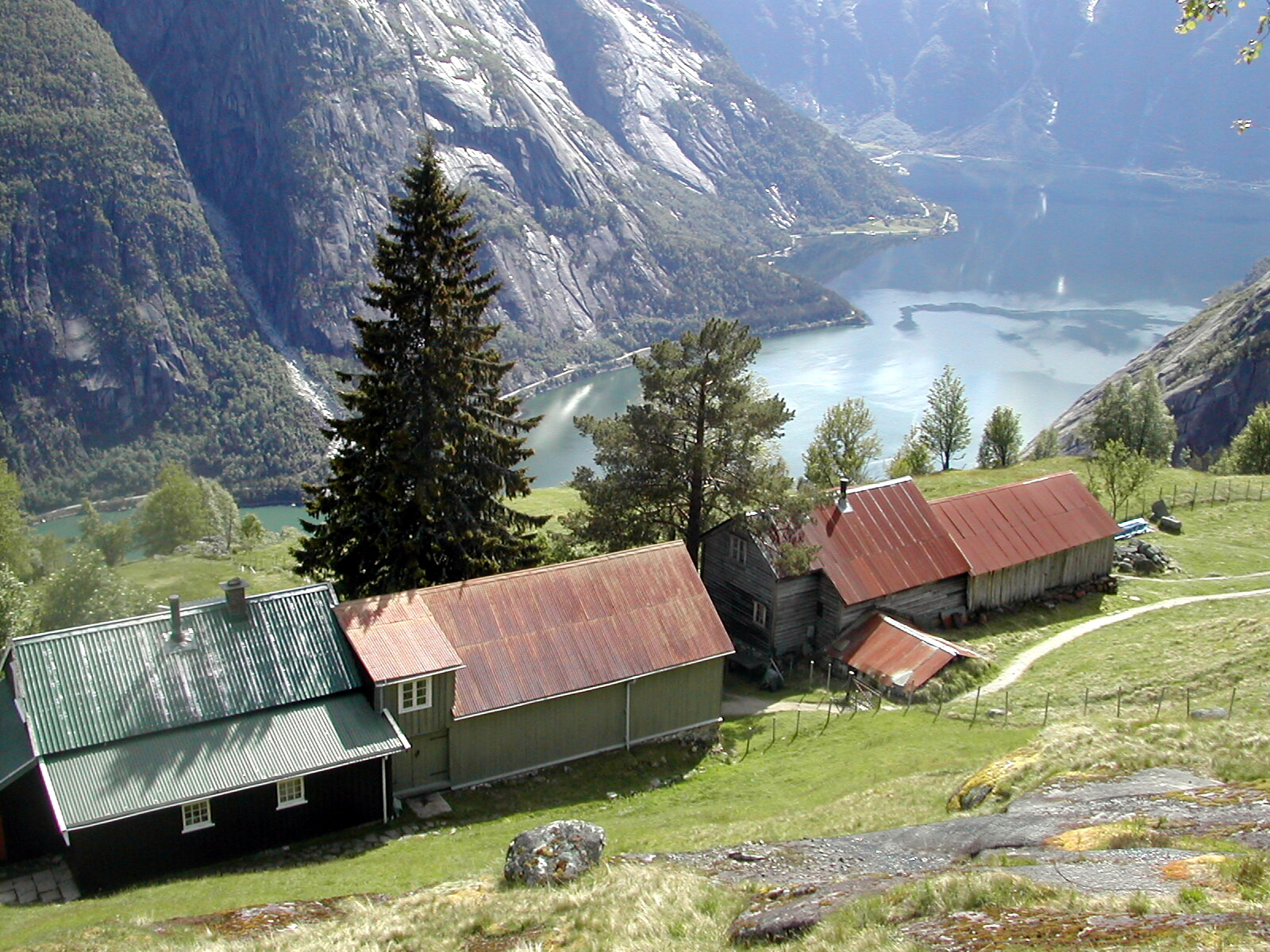
Die Alm Kjeåsen über dem Simafjord, dem östlichsten Teil des Eidfjordes

Eidfjord ist eine norwegische Kommune am namensgebenden Fjord, dem östlichsten Arm des Hardangerfjords. Die Gemeinde liegt im Fylke Vestland in Norwegen.

## Geografie

### Geografische Lage
Östlich der Großstadt Bergen liegt die Kommune am namengebenden Ausläufer des Hardangerfjords Eidfjord. Große Teile des Fjells und des Nationalparks Hardangervidda befinden sich auf Gebiet der Kommune Eidfjord. Mehrere Wasserfälle befinden sich in Eidfjord, darunter auch Norwegens bekanntester, der Vøringsfossen.

### Nachbarkommunen
Folgende Kommunen grenzen an Eidfjord, im Uhrzeigersinn beginnend im Norden:
Ulvik (Fylke Vestland), Hol, Nore og Uvdal (beide Fylke Buskerud), Ullensvang (Vestland)

## Politik

### Wappen
Das Wappen der Kommune Eidfjord zeigt ein weißes Rentiergeweih auf blauem Grund.

## Kultur und Sehenswürdigkeiten

### Museen
Besonders zu erwähnen ist das Hardangervidda Natur- und Kulturzentrum. Die Geschichte, Tierwelt, Natur, Geologie und die Menschen der Hardangervidda werden in einem modernen Museumskonzept anschaulich vermittelt. Es werden lebensgroße Figuren von heimischen Tierarten (zum Beispiel von Rentieren) sowie Aquarien mit Forellen gezeigt. Außerdem wird ein Panorama-Film über die Landschaft, Flora und Fauna gezeigt.

### Natur
Ein Ausflug auf die Alm Kjeåsen lohnt sich. Dank eines Tunnels ist diese Alm auf 530 m Höhe für den normalen Verkehr erreichbar. Von der Alm bietet sich ein großartiger Ausblick über den Eidfjord.

### Bauwerke
- Alte Kirche, entstanden um 1300.

## Wirtschaft und Infrastruktur
Größter Arbeitgeber ist das örtliche Sima Wasserkraftwerk.

### Tourismus

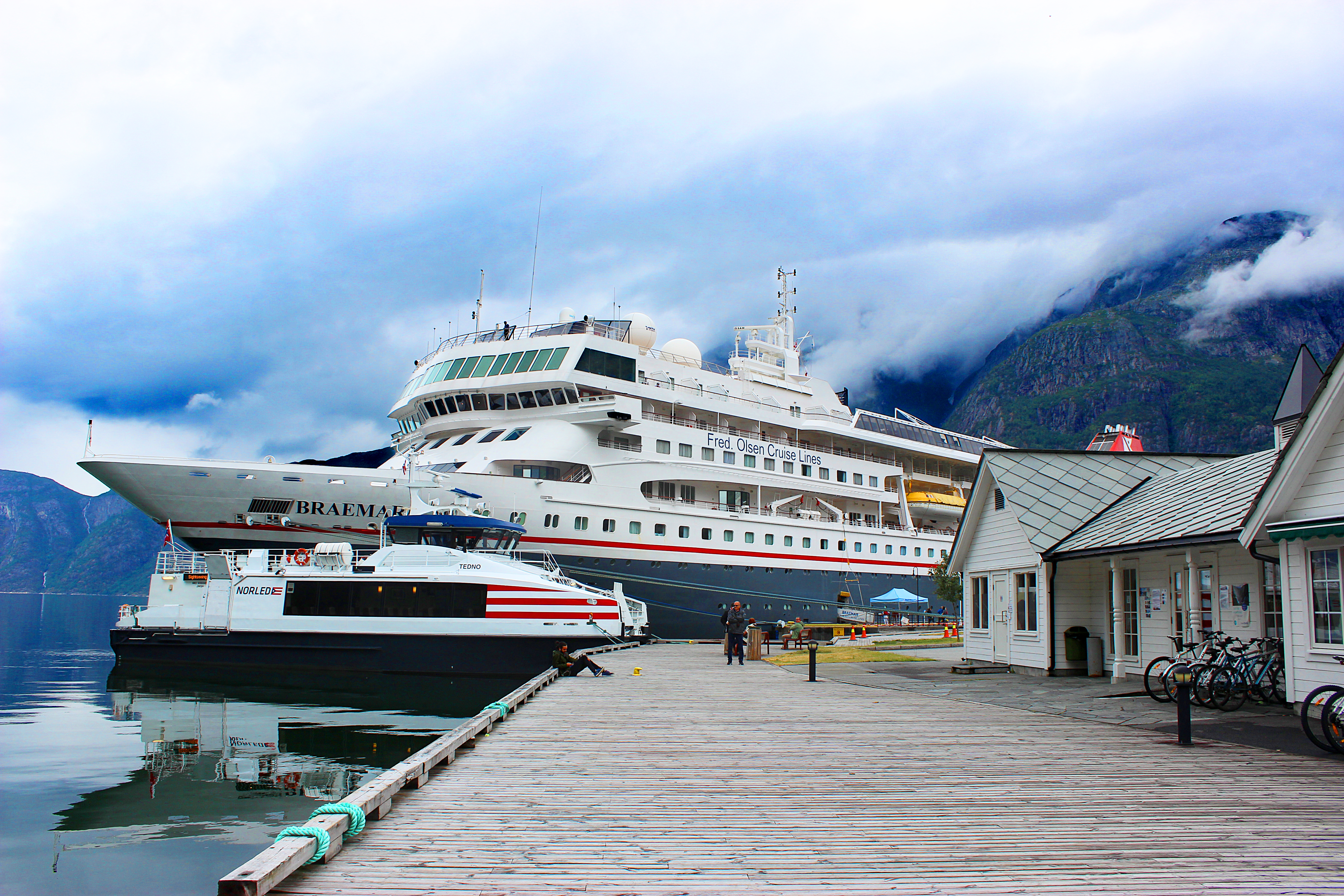
Kreuzfahrtschiff im Hafen von Eidfjord

Eidfjord vermarktet sich mit unberührter Natur als Teil der Hardangerregion innerhalb des Tourismusprojekts Fjordnorwegen.

### Verkehr
Eidfjord liegt am Riksvei 7 zwischen Oslo und Bergen. Die Straße führt durch das sehenswerte Tal Måbødal auf die Hardangervidda. Die 1380 m lange Hängebrücke Hardangerbru führt seit 2013 bei Vallavik und Bu über den Eidfjord und ersetzt die ehemalige Fährverbindung zwischen Bruravik und Brimnes.